# Aya und die Hexe
Aya und die Hexe (jap. アーヤと魔女, Āya to Majo) ist ein Anime-Film des Studio Ghibli aus dem Jahr 2020.

## Handlung
Aya lebt glücklich in einem Waisenhaus, in welches ihre Mutter sie vor Jahren als kleines Kind gab. Gegen ihren Willen wird sie jedoch von Bella Yaga und Mandrakus (Mandrake) adoptiert. Es stellt sich heraus, dass Bella eine Hexe ist. Aya geht ihr zur Hand, um im Gegenzug Magie von dieser zu erlernen. Das so Erlernte stellt Aya jedoch nicht zufrieden und da sie das Haus nicht verlassen kann, arbeitet sie heimlich an eigenen Zaubersprüchen, um die Machtverhältnisse im Haus in absehbarer Zeit zu ändern.

## Produktion
Gorō Miyazaki führt hier zum dritten Mal nach Die Chroniken von Erdsee (2006) und Der Mohnblumenberg (2011) in einem Spielfilm Regie. Zudem ist der Film nach Das wandelnde Schloss die zweite Verfilmung des Studios einer Buchvorlage von Diana Wynne Jones.

“Nowadays, in our country, there are many adults and few children. It must be tough for these children, so few of them having to deal with so many adults. It was while I was thinking about this that I got to know Earwig. And I realised, ’That’s it!’ How does Earwig deal with the annoying adults? […] I sincerely hope that our adorable Earwig will encourage children and cheer up adults.”

„Heutzutage gibt es in unserem Land [Japan] viele Erwachsene und wenige Kinder. Für diese wenigen muss es schwer sein, mit so vielen Erwachsenen umgehen zu müssen. Darüber dachte ich nach, als ich über Earwig stolperte und mir wurde klar ’Das ist es!’. Wie geht Earwig mit den nervenden Erwachsenen um? […] ich hoffe sehr, dass unsere liebevolle Earwig Kinder ermutigt und Erwachsene aufmuntert.“

Aya und die Hexe ist der erste 3D-CG-Langfilm des Studio Ghibli und nach Flüstern des Meeres – Ocean Waves im Jahr 1993 der zweite für das Fernsehen produzierte Film.

### Veröffentlichung
Die Uraufführung sollte ursprünglich bei den Filmfestspielen von Cannes 2020 erfolgen, was jedoch aufgrund der COVID-19-Pandemie nicht gelang. Am 30. Dezember 2020 wurde der Film durch NHK im japanischen Fernsehen ausgestrahlt. Am 28. Januar 2021 erfolgte die erste Veröffentlichung in Neuseeland. In Europa kam der Film erstmals am 28. Mai in Großbritannien ins Kino.

### Synchronisation
Die deutsche Synchronisation entstand nach einem Dialogbuch und der Dialogregie von Sabine Bohlmann durch die Synchronfirma Neue Tonfilm GmbH.
| Rolle                         | Japanische Stimme | Deutsche Stimme    |
| ----------------------------- | ----------------- | ------------------ |
| Aya                           | Kokoro Hirasawa   | Zoe Durakovic      |
| Ayas Mutter                   | Sherina Munaf     | Angelina Markiefka |
| Bella Yaga                    | Shinobu Terajima  | Kathrin Gaube      |
| Heimleiterin                  | Yuri Kimura       | Uschi Wolff        |
| Mandrake                      | Etsushi Toyokawa  | Götz Otto          |
| Phyllis                       | Kanon Suzuki      | Rosalie Seidl      |
| Pudding                       | Yusei Saito       | Jona Timmermanns   |
| stellvertretende Heimleiterin | Rumi Hiiragi      | Tatjana Pokorny    |
| Thomas                        | Gaku Hamada       | Markus Pfeiffer    |
| Dämon                         | -                 | Sabine Bohlmann    |
| Koch                          | -                 | Thomas Wenke       |

## Rezeption

### Kritiken
Der Film erhielt überwiegend gemischte und negative Kritiken. Cath Clarke kritisiert im Guardian das Charakterdesign als plastikhaft und die Handlung als ziellos. David Ehrlich von IndieWire urteilt:

“While “Earwig and the Witch” is far from the ugliest film of its kind, there’s something uniquely perverse about seeing Ghibli’s signature aesthetic suffocated inside a plastic coffin and sapped of its brilliant soul; […]”

„Während „Aya und die Hexe“ bei weitem nicht der schlechteste Film seiner Art ist, so ist es dennoch auf eine einzigartige Weise pervers Ghibli’s charakteristische Ästhetik so sehr unter einem Plastiksarg und von der brillianten Seele verlassen zu sehen; […]“

Laut Rotten Tomatoes befanden ihn lediglich 30 % der Kritiker für gut. Bei Metacritic erhielt der Film auf Basis der Bewertung von 37 Nutzern eine Durchschnittswertung von 4.6 bei 10 möglichen Punkten, 21 Kritiker vergaben im Schnitt 46 von 100 Punkten. In der IMDb erhielt der Film durchschnittlich 4,7 von 10 möglichen Sternen bei über 5.900 Bewertungen (Stand Juni 2024).

### Einspielergebnisse
Zur Eröffnung spielte der Film in Nordamerika etwa 92.029 US-Dollar ein, insgesamt beliefen sich die Einnahmen dort auf 173.704, weltweit auf 842.744 US-Dollar.

### Auszeichnungen
Der Animationsfilm wurde zweimal bei den Annie Awards 2021 nominiert, jedoch nicht ausgezeichnet. Nominiert waren Regisseur Gorō Miyazaki in der Kategorie Best Storyboarding sowie Vanessa Marshall für Best Voice Acting.